# Cyclotorna
Cyclotorna là đơn chi bướm đêm của họ Cyclotornidae, chỉ bao gồm 5 loài. Các loài trong họ này là đặc hữu của Úc. Họ này có quan hệ gần gũi với Epipyropidae, ấu trùng là ngoại ký sinh trùng, chúng sống ký sinh trên leafhopper, đôi khi là các côn trùng kích thước lớn.